# Központi Sport- és Ifjúsági Egyesület
Központi Sport- és Ifjúsági Egyesület (ismertebb, gyakran használt nevén Központi Sportiskola, KSI) a hazai utánpótlás-nevelés egyik legismertebb fellegvára.

## Története
Az 1963 óta sikeresen működő KSI a hazai utánpótlás-nevelés egyik legismertebb fellegvára. Története során számos olimpiai-, világ- és Európa-bajnokot nevelt. A Nemzeti Utánpótlás-nevelési Intézet módszertani mintaegyesületeként tizenkét szakosztályt működtet, ebből nyolcat az egyesület központjában Budapesten, a Nemzeti Sportcsarnok – Puskás Ferenc Stadion – területén. Kerékpárosai a Millenárison, kajak-kenu versenyzői a Népszigeten, vízilabdázói a margitszigeti Hajós Alfréd Nemzeti Sportuszodában és a Császár-Komjádi Béla Sportuszodában, sízői pedig a Csillebérci Sport és Szabadidő Központban tartják edzéseiket.